# Chrastné
Chrastné (maďarsky Abaújharaszti, do roku 1907 Haraszti) je obec v okrese Košice-okolí na východním Slovensku.

## Historie
Chrastné je poprvé písemně zmíněno v roce 1357, další historická jména jsou Nag Harasthy (1427), Haraszthy (1630), Krásné (1773) a Chrastné (1808). Obec se v roce 1508 se stala majetkem města Košice. V roce 1427 je zaznamenáno 10 port. V roce 1720 bylo Chrastné zcela pusté, po přesídlení v roce 1772 zde žilo 14 poddaných sedláků a 12 podnájemních rodin. V roce 1828 zde bylo 55 domů a 418 obyvatel, kteří byli zaměstnáni jako povozníci, sedláci a ovocnáři.